# بيتر نويل
بيتر نويل (بالإنجليزية: Peter Noel)‏ هو لاعب هوكي الحقل أسترالي، ولد في 28 مارس 1963.

## وصلات خارجية
- بيتر نويل على موقع أوليمبيديا (الإنجليزية)
- بيتر نويل على موقع اللجنة الأولمبية الأسترالية (الإنجليزية)